# نماد مارس
نماد مارس یا بهرام (♂) اشاره دارد به:

نماد مارس

## در علوم
- نماد جنس نر (مرد)
- نماد عنصر آهن در شیمی

## در اسطوره‌شناسی
- نماد ایزد مارس رومی یا آرس یونانی یا بهرام ایرانی

## در ستاره‌شناسی
- نماد سیارهٔ بهرام (مریخ)

## سایر کاربردها
- اتصال نرینه در بعضی از اتصالات
- سرویس بهداشتی (دستشویی، توالت، حمام) مردانه

کد یونیکد U+۲۶۴۲ به علامت ♂ اختصاص دارد.